# Tomar do Geru
Tomar do Geru là một đô thị thuộc bang Sergipe, Brasil. Đô thị này có diện tích 287,66 km², dân số năm 2007 là 12884 người, mật độ 44,79 người/km².